# Cardiocladius leoni
Cardiocladius leoni är en tvåvingeart som beskrevs av Maurice Emile Marie Goetghebuer 1932. Cardiocladius leoni ingår i släktet Cardiocladius och familjen fjädermyggor. Inga underarter finns listade i Catalogue of Life.